# Desethylatrazin
Desethylatrazin ist eine chemische Verbindung aus der Gruppe der Triazine.

## Vorkommen
Desethylatrazin entsteht als Metabolit bei der Dealkylierung des Herbizids Atrazin und wurde im Boden und Wasser nachgewiesen.
Neben den Herbiziden wie Atrazin, Simazin und Diuron ist auch Desethylatrazin im Grundwasser am Oberrhein fast überall zu finden. Im Elsass wurden die Grenzwerte für Trinkwasser bei Desethylatrazin an 17 % der Messstellen überschritten.

## Eigenschaften
Desethylatrazin ist ein weißer Feststoff, der wenig löslich in DMSO und Methanol ist.

## Verwendung
Desethylatrazin wird zur Untersuchung der Auswirkungen von Herbiziden auf das Pflanzenwachstum und aquatischer Ökosysteme eingesetzt und wird zur Untersuchung der Auswirkungen von Umweltschadstoffen auf Wasserorganismen verwendet.

## Regulierung
Über den Safe Drinking Water and Toxic Enforcement Act of 1986 besteht in Kalifornien seit 15. Juli 2016 eine Kennzeichnungspflicht für Produkte, die Desethylatrazin enthalten.